# Ivo Grbić
Ivo Grbić (Split, 18 de enero de 1996) es un futbolista croata. Juega de portero y su equipo es el Fatih Karagümrük S. K. de la Superliga de Turquía.

## Trayectoria
Tras formarse desde los nueve años en el H. N. K. Hajduk Split, finalmente acabó haciendo su debut con el primer equipo el 18 de abril de 2015 en un partido de liga contra el H. N. K. Rijeka, encuentro que finalizó con un resultado de 1-2 a favor del conjunto de Rijeka. Entre la temporada 2014/15 y la 2015/16 disputó un total de siete partidos, volviendo al puesto de portero suplente en la siguiente temporada. Tras un breve paso por el equipo reserva en 2017, y viendo las pocas oportunidades que le daba el equipo, rompió el contrato con el Hajduk Split para finalmente marcharse al N. K. Lokomotiva. Debutó el 28 de julio de 2018 en un partido de liga contra el N. K. Inter Zaprešić. El 20 de agosto de 2020 se oficializó su traspaso al Atlético de Madrid hasta 2024. Un año después de su llegada al equipo madrileño fue cedido al Lille O. S. C. En la temporada 22/23, después de que Jan Oblak sufriera una lesión logró jugar varios partidos como titular, incluyendo partidos de Liga de Campeones de la UEFA. El 26 de enero de 2024 se marchó traspasado al Sheffield United F. C..
En Inglaterra jugó nueve partidos en la Premier League y en septiembre de ese mismo año fue prestado al Çaykur Rizespor. Con este equipo participó en 22 encuentros y en agosto de 2025 regresó a Turquía para jugar en el Fatih Karagümrük S. K. en una nueva cesión.

## Selección nacional
El 11 de noviembre de 2021 debutó con la selección absoluta de Croacia en un encuentro de clasificación para el Mundial de 2022 ante Malta que ganaron por un gol a siete. Además, logró ser convocado a la selección Croata para el Mundial de Catar 2022, donde su selección logró el tercer lugar de la competición.

### Participaciones en Copas del Mundo
| Mundial      | Sede  | Resultado     | Partidos | Goles |
| ------------ | ----- | ------------- | -------- | ----- |
| Mundial 2022 | Catar | Tercer puesto | 0        | 0     |

## Estadísticas

### Clubes
Actualizado al último partido disputado el 11 de mayo de 2024.
| Club | Div.          | Temporada     | Liga  | Liga  | Liga   | Copas nacionales(1) | Copas nacionales(1) | Copas nacionales(1) | Copas internacionales(2) | Copas internacionales(2) | Copas internacionales(2) | Total | Total | Total  | Media encajados |
| Club | Div.          | Temporada     | Part. | Goles | P.Inv. | Part.               | Goles               | P.Inv.              | Part.                    | Goles                    | P.Inv.                   | Part. | Goles | P.Inv. | Media encajados |
| --- | ------------- | ------------- | ----- | ----- | ------ | ------------------- | ------------------- | ------------------- | ------------------------ | ------------------------ | ------------------------ | ----- | ----- | ------ | --------------- |
| H. N. K. Hajduk Split · Croacia                                                                                                | 1.ª           | 2014-15       | 3     | -3    | 1      | 1                   | -1                  | 0                   | —                        | —                        | —                        | 4     | -4    | 1      | 1               |
| H. N. K. Hajduk Split · Croacia                                                                                                | 1.ª           | 2015-16       | 4     | -6    | 1      | 1                   | 0                   | 1                   | —                        | —                        | —                        | 5     | -6    | 2      | 1.2             |
| H. N. K. Hajduk Split · Croacia                                                                                                | 1.ª           | 2016-17       | —     | —     | —      | 1                   | 0                   | 1                   | —                        | —                        | —                        | 1     | 0     | 1      | 0               |
| H. N. K. Hajduk Split · Croacia                                                                                                | 1.ª           | 2017-18       | —     | —     | —      | —                   | —                   | —                   | —                        | —                        | —                        | 0     | 0     | 0      | 0               |
| H. N. K. Hajduk Split · Croacia                                                                                                | Total club    | Total club    | 7     | -9    | 2      | 3                   | -1                  | 2                   | —                        | —                        | —                        | 10    | -10   | 4      | 1               |
| H. N. K. Hajduk Split II · Croacia                                                                                             | 2.ª           | 2017-18       | 18    | -18   | 4      | —                   | —                   | —                   | —                        | —                        | —                        | 18    | -18   | 4      | 1               |
| H. N. K. Hajduk Split II · Croacia                                                                                             | Total club    | Total club    | 18    | -18   | 4      | —                   | —                   | —                   | —                        | —                        | —                        | 18    | -18   | 4      | 1               |
| N. K. Lokomotiva · Croacia | 1.ª           | 2018-19       | 36    | -42   | 11     | —                   | —                   | —                   | —                        | —                        | —                        | 36    | -42   | 11     | 1.17            |
| N. K. Lokomotiva · Croacia | 1.ª           | 2019-20       | 35    | -35   | 10     | 3                   | -2                  | 1                   | —                        | —                        | —                        | 38    | -37   | 11     | 0.97            |
| N. K. Lokomotiva · Croacia | Total club    | Total club    | 71    | -77   | 21     | 3                   | -2                  | 1                   | —                        | —                        | —                        | 74    | -79   | 22     | 1.07            |
| Atlético de Madrid · España | 1.ª           | 2020-21       | —     | —     | —      | 1                   | 0                   | 1                   | —                        | —                        | —                        | 1     | 0     | 1      | 0               |
| Lille O. S. C. Francia | 1.ª           | 2021-22       | 21    | -28   | 2      | 2                   | -3                  | 0                   | 6                        | -4                       | 3                        | 29    | -35   | 5      | 1.21            |
| Lille O. S. C. Francia | Total club    | Total club    | 21    | -28   | 2      | 2                   | -3                  | 0                   | 6                        | -4                       | 3                        | 29    | -35   | 5      | 1.21            |
| Atlético de Madrid · España | 1.ª           | 2022-23       | 12    | -12   | 3      | —                   | —                   | —                   | 1                        | -2                       | 0                        | 13    | -14   | 3      | 1.08            |
| Atlético de Madrid · España | 1.ª           | 2023-24       | 0     | 0     | 0      | —                   | —                   | —                   | 0                        | 0                        | 0                        | 0     | 0     | 0      | 0               |
| Atlético de Madrid · España | Total club    | Total club    | 12    | -12   | 3      | 1                   | 0                   | 1                   | 1                        | -2                       | 0                        | 14    | -14   | 4      | 1               |
| Sheffield United F. C. Inglaterra                                                                                              | 1.ª           | 2023-24       | 9     | -25   | 0      | 1                   | -5                  | 0                   | —                        | —                        | —                        | 10    | -30   | 0      | 3               |
| Sheffield United F. C. Inglaterra                                                                                              | Total club    | Total club    | 9     | -25   | 0      | 1                   | -5                  | 0                   | 0                        | 0                        | 0                        | 10    | -30   | 0      | 3               |
| Total carrera | Total carrera | Total carrera | 138   | -169  | 32     | 10                  | -11                 | 4                   | 7                        | -6                       | 3                        | 155   | -186  | 39     | 1.2             |
| (1) Incluye datos de la Copa de Croacia, Copa del Rey y Copa de Francia. (2) Incluye datos de la Liga de Campeones de la UEFA. |               |               |       |       |        |                     |                     |                     |                          |                          |                          |       |       |        |                 |

## Palmarés

### Títulos nacionales
| Título                     | Equipo             | País   | Año  |
| -------------------------- | ------------------ | ------ | ---- |
| Primera División de España | Atlético de Madrid | España | 2021 |